# Itame sigmaria
Itame sigmaria là một loài bướm đêm trong họ Geometridae.